# Елба (Алабама)
Елба (англ. Elba) — місто (англ. city) в США, в окрузі Коффі штату Алабама. Населення — 3508 осіб (2020).

## Географія
Елба розташована за координатами 31°25′2″ пн. ш. 86°4′38″ зх. д. / 31.41722° пн. ш. 86.07722° зх. д. (31.417313, -86.077189). За даними Бюро перепису населення США в 2010 році місто мало площу 39,93 км², з яких 39,73 км² — суходіл та 0,21 км² — водойми.

## Демографія
Згідно з переписом 2010 року, у місті мешкало 3940 осіб у 1547 домогосподарствах у складі 991 родини. Густота населення становила 99 осіб/км². Було 1772 помешкання (44/км²).
Расовий склад населення:
| - 62,1 % — білих - 34,3 % — чорних або афроамериканців - 1,2 % — корінних американців - 0,3 % — азіатів - 0,2 % — вихідців з тихоокеанських островів |

До двох чи більше рас належало 1,2 %. Частка іспаномовних становила 1,1 % від усіх жителів.
За віковим діапазоном населення розподілялося таким чином: 22,0 % — особи молодші 18 років, 58,4 % — особи у віці 18—64 років, 19,6 % — особи у віці 65 років та старші. Медіана віку мешканця становила 40,9 року. На 100 осіб жіночої статі у місті припадало 98,0 чоловіків; на 100 жінок у віці від 18 років та старших — 95,3 чоловіків також старших 18 років.
Середній дохід на одне домашнє господарство становив 45 040 доларів США (медіана — 26 156), а середній дохід на одну сім'ю — 57 554 долари (медіана — 41 656). Медіана доходів становила 34 107 доларів для чоловіків та 20 684 долари для жінок. За межею бідності перебувало 31,1 % осіб, у тому числі 48,7 % дітей у віці до 18 років та 12,7 % осіб у віці 65 років та старших.
Цивільне працевлаштоване населення становило 1361 осіб. Основні галузі зайнятості: виробництво — 27,0 %, роздрібна торгівля — 14,6 %, освіта, охорона здоров'я та соціальна допомога — 14,0 %.